# Три солдати
«Три солдати» (англ. Three Soldiers) — роман американського письменника і журналіста Джона Дос Пассоса, написаний у 1921 році. Це один із американських військових романів, який описує Першу світову війну. «Три солдати» — один із класичних пацифістських літературних творів.

## Історія
Спочатку твір відхилили 13 різних видавництв. Лише на початку 1921 року власник нью-йоркського видавництва George H. Doran & Co. погодився опублікувати роман Дос Пассоса. Незважаючи на згоду видати твір, через велику кількість суперечливих місць, що містилися в «Трьох солдатах», Доран дуже остерігався випускати книгу в світ. Серед іншого, Дос Пассос представив у своєму творі реальну мову солдатів, які потрапили до армії. Видавець наполягав на тому, щоб автор виправив або скоротив незручні місця. Дос Пассос неохоче погодився на запропоновані умови. У вересні 1921 року, після того, як суперечливі уривки були вилучені, роман вийшов друком.
Пізніше Доран згадував, що Дос Пассос «розмовляв звичайною мовою дегенератів». Серед творів Дос Пассоса, що зберігаються в колекціях Університету Вірджинії, оригінальна версія роману відсутня і, швидше за все, була втрачена.

## Зміст
Дос Пассос з пацифістської позиції в реалістичній формі розповідає про події, що відбувалися на фронті Першої світової війни. У романі автор підкреслював, що війна веде до дегуманізації. Герої книги постійно сидять в окопах, періодично обстрілюючи ворога. Деякі з них стають жертвами іприту.
У романі «Три солдати» Дос Пассос використав символ машини, який, за його словами, тотожний ієрархічній структурі армії, яка нібито є відображенням класового суспільства. На думку Дос Пассоса, метою цієї структури є усунення ідеалів і цілісності індивідів у суспільстві.

## Відгуки
Багато рецензій на «Трьох солдатів» виражали обурення тим, що написав Дос Пассос. Несхвальні і навіть ворожі оцінки роману стверджували, що автор образив американську армію та її солдатів. Дві з цих рецензій опубліковано в The New York Times Book Review, додатку, опублікованому друкованим способом, авторами яких є військовослужбовці як канадійської, так і американської армій. Але інші відгуки хвалили автора за чесність, виявлену в книзі. Генрі Луїс Менкен позитивно оцінив цей роман. У своїй рецензії він написав:
|                 | Одним махом [Дос Пассос] позбавив світ від моря романтики та ганьби. Він змінив всю картину війни в американській громадській думці; він навіть змінив спогади справжніх ветеранів війни. Вони, безсумнівно, бачили по суті те, що бачив Дос Пассос, але його сміливий реалізм вимагав викреслити з їхніх спогадів поширені абсурди, а також сентиментальність. |
| — Генрі Менкен, | |

## Українські видання
Перше україномовне видання вийшло 1934 року під назвою «Три солдати»; книгу переклали Ганна Касьяненко (Видавництво ЛіМ, Харків-Київ).